# 1413

## Esdeveniments
Països Catalans
- 31 d'octubre - Balaguer (la Noguera): Jaume d'Urgell el Dissortat es lliura al rei Ferran d'Antequera després que fracassi la revolta contra els Trastàmara.

Resta del món
- 9 d'abril - Enric V és coronat rei d'Anglaterra.[1]

## Naixements
Països Catalans
Resta del món

## Necrològiques
Països Catalans
Resta del món
- 20 de març - Enric IV, rei d'Anglaterra (n. 1367).